# Atletika na Letních olympijských hrách 2008 – 400 metrů ženy
Běh na 400 metrů žen na Letních olympijských hrách 2008 se uskutečnil od 16. do 19. srpna 2008 na Pekingském národním stadionů.

## Finále
| Umístění         | Dráha | Jméno                     | Národnost              | Výkon | Poznámka |
| ---------------- | ----- | ------------------------- | ---------------------- | ----- | -------- |
| Zlatá medaile    | 4     | Christine Ohuruoguová     | Velká Británie         | 49.62 | SB       |
| Stříbrná medaile | 6     | Shericka Williamsová      | Jamajka                | 49.69 | PB       |
| Bronzová medaile | 7     | Sanya Richardsová-Rossová | Spojené státy americké | 49.93 |          |
| 4                | 5     | Julija Guščinová          | Rusko                  | 50.01 | PB       |
| 5                | 9     | Anastasija Kapačinská     | Rusko                  | 50.03 | PB       |
| 6                | 3     | Taťjana Firovová          | Rusko                  | 50.11 | SB       |
| 7                | 2     | Rosemarie Whyteová        | Jamajka                | 50.68 |          |
| 8                | 8     | Amantle Montshoová        | Botswana               | 51.18 |          |